# Julius Pabst
Julius Adolf Pabst (* 18. November 1817 in Wilhelmsruh; † 22. Oktober 1881 in Dresden) war ein deutscher Dramaturg, Bühnenschriftsteller und -regisseur sowie Literaturhistoriker und Dichter. Bekannt wurde er vor allem von seiner Zeit am Hoftheater in Dresden, an dem er bis zu seinem Tod mit dem Titel eines Königlich Sächsischen Hofrats tätig war.

## Leben und Wirken
Er war der Sohn des späteren Erfurter Gewerbeschuldirektors Karl Leopold Pabst. Schon früh kam er mit Musik und Dichtung in Kontakt und bespielte ein eigenes Puppentheater. Nach dem Schulbesuch studierte Theologie und Philosophie ab 1838 an der Universität in Breslau. Dort lebte er bei der Familie seiner zweitältesten Schwester Charlotte und bastelte dort für seine Neffen und Nichten ein Puppentheater, für das er eigene Stücke schrieb. Im September 1840 ging Pabst nach Halle und setzte dort sein Studium fort. Ab 1842 arbeitete Pabst als Hauslehrer in Berlin und Neumark. 
1848 ging er in gleicher Funktion nach Dresden und wirkte gleichzeitig als Lehrer für Schauspielkunst. Hier erhielt er Kontakt zur kulturellen Szene der Stadt und lernte die Maler Julius Hübner, Eduard  Bendemann, Johan Christian Clausen Dahl und Carl Robert Kummer sowie den Bildhauer Ernst Rietschel kennen. 1849 über nahm er die Stelle als Hauslehrer des Sohnes von Hoftheaterintendant Wolf Adolf August von Lüttichau. Während dieser Zeit wurde er auch Zeuge des Dresdner Maiaufstandes, welchen er in seinen Briefen lebendig schildert. Lüttichau empfahl König Johann Pabst zur Abfassung eines Theaterstückes zur Hochzeit von Prinzessin Elisabeth, welches im April 1850 aufgeführt wurde. Für seinen älteren Bruder August verfasste er ein Libretto nach dem Roman Die letzten Tage von Pompeji. Die Oper der Brüder wurde 1852 in Königsberg uraufgeführt. Um seine Karriere voranzutreiben, bemühte er sich um einen Doktorgrad und wurde von der Philosophischen Fakultät der Universität Jena promoviert. Auf Bitten Lüttichaus bewarb sich Pabst 1852 der der Centralstelle für Preßwesen in Berlin und arbeitete bis zur Rückkehr nach Dresden für die Preußische Regierung. 
Bereits im November 1855 riet der Intendant Lüttichau dem sächsischen König zur Einstellung eines zweiten Theatersekretärs als Unterstützung des bald 81-jährigen Hofrats Winkler und empfahl gleichzeitig Pabst für die Stelle zu verpflichten, der dann 1856 diese Aufgabe übernahm, die anfangs hauptsächlich in der Registrierung, Lektüre und Sichtung neu eingereichter Stücke bestand. Gleichzeitig begann er dramaturgische Aufgaben zu übernehmen. Damit wirkte er bis zu seinem Tod 1881 als Dramaturg und Regisseur am Königlichen Hoftheater Dresden, welches in der Mitte des 19. Jahrhunderts nach Wien und Berlin als bedeutendste deutschsprachige Bühne galt. Dort wurde er zum Königlich Sächsischen Hofrat ernannt.
Julius Pabst war mit der 12 Jahre jüngeren Schauspielerin Agnes Schmidt verheiratet. Sie hatten eine gemeinsame Tochter Elsbeth und einen Sohn Walther Pabst.

## Publikationen (Auswahl)
- Die Furcht des Herrn ist der Weisheit Anfang. Ein Andachtsbuch in Poesie und Prosa. Berlin, 1846.
- Christliches Schatzkästlein. Eigene Dichtungen. Hamburg, 1848.
- Ein Götterwettstreit. (Una gara de’ Numi.) Festspiel zur Feier der Vermählung der Prinzessin Elisabeth, Herzogin zu Sachsen, und des Prinzen Ferdinand von Sardinien, Herzogs von Genua. Mit Einlagen aus deutschen und italienischen Dichtern und Componisten verschiedener Zeiten in 2 Abthlgn. (In deutscher u. italienischer Sprache. Die Ouvertüre und die zur Handlung gehörige Musik ist vom Hofkapellmeister Reißiger.) Dresden, 1850.
- Lebens- und Charakterumrisse Christoph Friedrich’s von Ammon. Ein Wort der Versöhnung im Kampfe der Parteien. Dresden, 1850.
- Arnus und Albina. Festvorspiel zur Feier der Vermählung der Prinzessin Anna, Herzogin zu Sachsen, mit dem Erbgroßherzog Ferdinand von Toskana. Mit Musik vom Kapellmeister Reißiger. Dresden, 1850.
- „Blüh’ ewig fort, Du Haus Wettin!“ Festvorspiel zur frohen Begrüßung des Prinzen Georg, Herzogs zu Sachsen, und der Prinzessin Donna Maria Anna von Portugal. Dresden, 1859.
- Die Tonkunst und vier deutsche Meister. Dichtung mit lebenden Bildern. Chöre u. Musik von Gluck, Mozart, Beethoven und Weber. Dresden, 1859.
- An Körner’s Grabe. Vaterländische Scene in 1 Akt. Musik-Arrangement vom Kapellmeister Dr. Julius Rietz. Dresden, 1863.
- Die Shakespeare-Feier. Nachspiel zu „Wie es euch gefällt.“ Dresden, 1864.
- Die letzten Tage von Pompeji. Große Oper in 4 Aufzügen, frei nach Bulwer’s Roman. Musik von Aug. Pabst. In: Deutsche Schaubühne 1865.
- Festliche Glocken. Dichtungen zum Gedächtniß festlicher Stunden im Dresdener Hoftheater und im Kreise seiner Künstler und Freunde. (Zum goldenen Ehe-Jubiläum des Königs Johann und der Königin Amalia von Sachsen.) Dresden, 1872.